# Andrea Mead-Lawrence

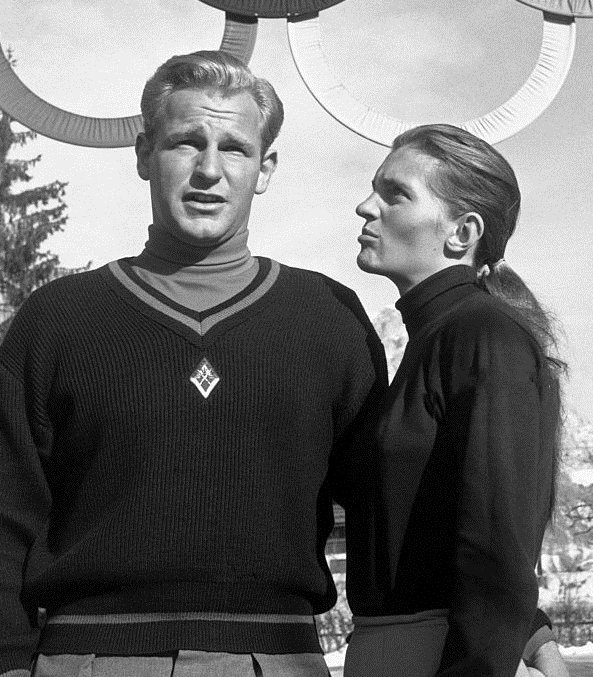
Andrea Mead-Lawrence met haar toenmalige echtgenoot David Lawrence (1956)

Andrea Mead-Lawrence (Rutland County, 19 april 1932 - Mammoth Lakes (Californië), 30 maart 2009) was een Amerikaans alpineskiester.
Mead-Lawrence nam driemaal deel aan de Olympische Winterspelen (in 1948, 1952 en 1956) die tevens als wereldkampioenschappen alpineskiën golden.
Bij haar eerste deelname op de Winterspelen van 1948 was ze nog maar vijftien jaar oud, op de slalom klasseerde ze zich met de achtste plaats in de top tien. Haar tweede deelname op de Winterspelen van 1952 was haar succesvolste. Ze werd de directe opvolgster van haar landgenote Gretchen Fraser als olympisch kampioene op de slalom en ze veroverde de olympische titel tevens op de reuzenslalom. Op de afdaling eindigde ze op de zeventiende plaats. Bij haar derde deelname op de Winterspelen van 1956 klasseerde ze zich alleen op de reuzenslalom met de vierde plaats in de top tien.

## Kampioenschappen
1948: Gretchen Fraser ·
1952: Andrea Mead-Lawrence ·
1956: Renée Colliard ·
1960: Anne Heggtveit ·
1964: Christine Goitschel ·
1968: Marielle Goitschel ·
1972: Barbara Cochran ·
1976: Rosi Mittermaier ·
1980: Hanni Wenzel ·
1984: Paoletta Magoni ·
1988: Vreni Schneider ·
1992: Petra Kronberger ·
1994: Vreni Schneider ·
1998: Hilde Gerg ·
2002: Janica Kostelić ·
2006: Anja Pärson ·
2010: Maria Riesch ·
2014: Mikaela Shiffrin ·
2018: Frida Hansdotter ·
2022: Petra Vlhová
1952: Andrea Mead-Lawrence ·
1956: Ossi Reichert ·
1960: Yvonne Rüegg ·
1964: Marielle Goitschel ·
1968: Nancy Greene ·
1972: Marie-Therese Nadig ·
1976: Kathy Kreiner ·
1980: Hanni Wenzel ·
1984: Debbie Armstrong ·
1988: Vreni Schneider ·
1992: Pernilla Wiberg ·
1994: Deborah Compagnoni ·
1998: Deborah Compagnoni ·
2002: Janica Kostelić ·
2006: Julia Mancuso ·
2010: Viktoria Rebensburg ·
2014: Tina Maze ·
2018: Mikaela Shiffrin ·
2022: Sara Hector
- International Standard Name Identifier: 0000 0000 2169 8074
- Library of Congress Control Number: n80045197
- National Archives and Records Administration: 10581380
- Virtual International Authority File: 62840940
- WorldCat: E39PBJcWtxcvmGgB8hX6DXPCwC